# Antonia (Schiff, 1922)
Die Antonia war ein 1922 in Dienst gestellter Ozeandampfer der britischen Reederei Cunard Line, der als Royal Mail Ship im Passagier- und Postverkehr zwischen Großbritannien und den Vereinigten Staaten eingesetzt wurde. 1942 wurde das Schiff an die britische Admiralität verkauft und in HMS Wayland umbenannt.

## Bau und technische Daten
1920 auf Kiel gelegt, wurde das Schiff, welches eine Tonnage von 13.867 BRT aufwies, auf der Werft Vickers Ltd. in Barrow-in-Furness gebaut, wo es am 11. März 1921 vom Stapel lief. Das 158,46 Meter lange und 19,90 Meter breite Passagier- und Postschiff hatte einen Schornstein, zwei Masten und zwei Propeller und wurde von Dampfturbinen angetrieben, die 8500 SHP leisteten und eine Höchstgeschwindigkeit von 15 Knoten ermöglichten. Das Schiff konnte 500 Passagiere in der Kabinenklasse und 1200 in der Dritten Klasse befördern. Die Antonia war eines von sechs Schwesterschiffen der „A“-Klasse, die die Cunard Line in der ersten Hälfte der 1920er in Dienst stellten. Die anderen waren die Ausonia (II), die Andania (II), die Aurania (III), die Ascania (II) und die Alaunia (II).

## Geschichte

### Im Dienst der Cunard Line
Die Antonia wurde im Dezember 1921 fertiggestellt und lief am 15. Juni 1922 in London zu ihrer Jungfernfahrt nach Quebec und Montreal aus. Im Januar 1923 brach auf der Fahrt von Hamburg nach New York ein Feuer an Bord aus. Es konnte gelöscht werden. Ein weiterer Vorfall ereignete sich, als das Schiff am 27. September 1929 in Liverpool in eine Kollision mit dem norwegischen Schiff Brio verwickelt war. Die Kollision verlief jedoch glimpflich, sodass die Antonia ihre Reise ungestört fortsetzen konnte. Am 3. Oktober 1934 antwortete sie den Notrufsignalen, eines kleinen britischen Colliers, der ca. 500 Meilen vor St. John’s (Neufundland) in Schwierigkeiten geraten war. Die Antonia blieb bei dem Schiff, bis es repariert wurde.

### Regelmäßige Liniendienste
Die normale Route verlief von London nach Montreal (Im Winter nur nach Halifax). Das Schiff lief auch regelmäßig Hamburg an. Ab April 1934 kam auch Cobh zur regelmäßigen Route.

### Zweiter Weltkrieg
Der Zweite Weltkrieg begann mit dem deutschen Überfall auf Polen, als sich die Antonia gerade auf ihrem Weg nach Montreal befand. Es wurde von der britischen Regierung nach Liverpool zurückgeordert, um zum Truppenschiff umgebaut zu werden. Im ersten Kriegsjahr brachte sie kanadische Truppen nach Großbritannien und Emigranten nach Kanada und in die Vereinigten Staaten. Doch 1940 wurde sie von der Admiralität in ein Werkstattschiff umgebaut, was zehn Monate dauerte.
Die Admiralität kaufte die Antonia, die am 19. August 1942 in HMS Wayland umbenannt wurde. Nach einiger Zeit als Werkstattschiff fuhr die Wayland in einem Konvoi nach Ceylon. Im Mai 1943 änderte sich ihre Aufgabe und sie fuhr nach Tunesien, wo sie den Rest des Jahres die Alliierten bei ihren Operationen in Nordafrika und Italien unterstützte. 1944 wurde sie wieder als Werkstattschiff eingesetzt. Von Ceylon aus unterstützte sie die britische Fernost-Flotte bei ihren Unternehmen gegen Japan.

### Nach dem Krieg
Nach dem Krieg wurde die Wayland in Bombay generalüberholt und trat im Februar 1946 ihre Heimreise nach Großbritannien an. Auf Grund von technischen Schwierigkeiten kam sie dort aber erst eineinhalb Monate später an. Die ehemalige Antonia wurde 1948 in Troon (Schottland) verschrottet.